# Hans Zürn der Ältere
Hans Zürn der Ältere (* zw. 1555 und 1560; † nach 1631) war ein deutscher Bildhauer und Stammvater der berühmten oberschwäbischen Bildhauerfamilie Zürn.

## Leben und Werk
Um 1560 bis 1570 machte er seine Bildhauerlehre in Bad Buchau. Sein Lehrer war vielleicht Jakob Grangler. Seit 1582 war er Bürger und Bildhauermeister in Bad Waldsee. Hans Zürn d. Ä. war Lehrer seiner Söhne Jörg, David, Hans d. J., Martin und Michael d. Ä. Seit 1619 ist er als Bürger in Buchhorn erwähnt.
1613 bis 1616 arbeitete er am Hochaltar des Münsters in Überlingen und schuf 1624 den Hochaltar der Frauenbergkapelle in Bad Waldsee.